# Zarte Haut in schwarzer Seide
Zarte Haut in schwarzer Seide ist ein französisch-deutsches Erotikfilmdrama aus dem Jahre 1961 mit Elke Sommer in einer ihrer ersten Hauptrollen als blonde Verführerin.

## Handlung
Daniela ist das geborene, deutsche Fräuleinwunder: blond, hoch gewachsen, sexy und mit einer perfekten Figur gesegnet. Daniela will in die weite Welt hinaus, um karrieremäßig durchzustarten. In Rom wartet ein Job als „Mannequin“ (Model). Danielas Mutter trennt sich nur schweren Herzens von ihrer bislang sittsam-braven Tochter und begleitet sie zum Bahnhof. Aus einer Zeitschrift, die Daniela kurz vor dem Einsteigen in den Zug als Reiselektüre kauft, erfährt sie den wahren Grund für ihr Jobangebot: Ihre Vorgängerin wurde tot aufgefunden, und ihr zukünftiger Chef Graf Castellani braucht dringend Ersatz. Daniela ist dies alles egal, sie will nur  heraus aus der kleinbürgerlichen Enge, die Hintergründe für diese Chance, die in der „ewigen Stadt“ auf sie wartet, beunruhigen sie nicht. Als sie in Rom angekommen ist, scheinen die von ihrer Mutter geäußerten Befürchtungen, ihr Töchterlein könnte dort auf die eine oder andere Weise unter die Räder kommen, zunächst unberechtigt. Graf Castellani, in seiner äußeren Erscheinung das Musterbeispiel eines südländischen Cavaliere, erweist sich als ebenso charmanter wie großzügiger Chef und heißt Daniela herzlich willkommen. Rasch findet die deutsche Blondine Zugang in die Welt der römischen High Society. Doch es ist nicht alles Gold, was glänzt. Hinter der Glitzerfassade tun sich bald Abgründe von Erpressung, Mord und Prostitution auf. 
Im Nachbarzimmer ihres Hotels residiert Danielas Landsmann Karl Bauer, seines Zeichens Reporter, der mitten in der Nacht bei lauter Musik in seine Schreibmaschine hämmert und damit Daniela um ihren Schlaf bringt. Dann besitzt er auch noch die Impertinenz und dringt eines Tages in ihr Zimmer ein, um zu erfahren, wer sein Nachbar ist. Auf diese Weise sich kennen lernend, haben die beiden Landsleute einen denkbar schlechten Start. Doch Daniela wird diesen Kerl eines Tages noch bitter nötig haben, denn Bauer macht ihr klar, dass hinter der blitzblanken Fassade Castellanis, dieses aalglatte Mannes von Welt, ein hundsgemeiner Verbrecher lauere. Daniela, die ihren italienischen Chef stets als Ausbund chevaleresker Höflichkeit  wahrgenommen hat, braucht einige Zeit, um zu begreifen, dass Bauer, der sich ständig in der Nähe Castellanis herumtreibt, mit seinen Vorwürfen recht hat. 
Die Dinge verkomplizieren sich, als eines Tages Castellanis eifersüchtige Geliebte Esmeralda Ärger macht und daraufhin wenig später ebenfalls tot aufgefunden wird. Bald droht Daniela immer tiefer in die Gosse abzurutschen. Sie avanciert zur unfreiwilligen Stripperin, die sich von einer Gruppe Matrosen retten lässt, und wird dazu angehalten, mit schwarzer Perücke in einem Nachtclub aufzutreten. Dann aber entpuppt sich „Reporter“ Bauer als Interpolagent, der Castellani das Handwerk legen will. Er wie auch ein gewisser Lanzac, der Graf Castellani aufgrund seiner Untaten zu erpressen versucht, sind beide hinter einem Castellani kompromittierenden Mikrofilm her. Beim finalen Showdown kommt Graf Castellani ums Leben, während sich Daniela und ihr deutscher Langweiler Karl in die Arme sinken. Das „sündige“ Leben der deutschen Blondine in Rom und Paris hat damit ein Ende, und Daniela wird, ganz im Sinne ihrer beglückten Mutter, eine ganz gewöhnliche, deutsche Hausfrau und Gattin eines Polizisten.

## Produktionsnotizen
Zarte Haut in schwarzer Seide entstand in München und Rom und wurde am 28. April 1961 in der Bundesrepublik Deutschland uraufgeführt. Im Co-Produktionsland Frankreich lief der Film am 6. August 1961 an.
Die Filmausstattung besorgte Sydney Bettex.

## Kritiken
Paimann’s Filmlisten resümierte: "Dabei verstand man die Wichtigkeit des begehrten Objektes nicht überzeugend darzutun, ebenso wenig in die Jagd nach ihm Abwechslung zu bringen, sodass man trotz sympathischer Mitwirkender und interessanter Schauplätze (Paris, Rom) unbeteiligt bleibt."

„Ein deutsches Mannequin zwischen Rom und Paris in einer Verbrechergeschichte aus Mord, Erpressung und Prostitution. Ungenierter Filmschund.“